# Patrick Antaki
Patrick Antaki (ur. 6 maja 1964 w Kairze) – libański skeletonista, uczestnik zimowych igrzysk olimpijskich.

## Życie prywatne
Ukończył studia elektrotechniczne, uzyskując tytuł Bachelor of Science, na Massachusetts Institute of Technology.

## Kariera
W 2003 roku wystartował w mistrzostwach świata w Nagano. Był ostatni, zajmując 26. miejsce.
W 2006 roku wziął udział w igrzyskach olimpijskich w Turynie. Został sklasyfikowany na ostatnim, 27. miejscu.

## Osiągnięcia

### Igrzyska olimpijskie
| Rok  | Miejsce | Lokata |
| ---- | ------- | ------ |
| 2006 | Turyn   | 27.    |

### Mistrzostwa świata
| Rok  | Miejsce | Lokata |
| ---- | ------- | ------ |
| 2003 | Nagano  | 26.    |